# ایملک
ایملک (به انگلیسی: Imlek) بزرگترین شرکت صربستانی مستقر در بلگراد است، که در زمینه تولید و عرضه فرآورده‌های لبنی فعالیت می‌کند.
این شرکت در سال ۱۹۵۳ تأسیس شد و هم‌اکنون دارای کارخانجات تولیدی در کشورهای صربستان، بوسنی و هرزگوین، کرواسی، مونته‌نگرو و جمهوری مقدونیه می‌باشد.